# Isobel Bennett
Isobel Bennett (1909-2008), de son nom complet Isobel Eliza Toom Bennett, est l'une des biologistes marins australiennes des plus connues. Elle aide William John Dakin (en) dans les recherches pour son dernier livre, Australian Seashores, considéré par beaucoup comme « le guide de référence sur la zone intertidale, et une source d'informations recommandée pour les plongeurs ». Après la mort de Dakin en 1950, et la publication du livre en 1952, elle continue à réviser et réimprimer ce dernier jusqu'en 1992. Dans les éditions suivantes, elle est inscrite en tant que coauteur, puis en premier auteur. Elle écrit également neuf autres livres, et est l'une des premières femmes à aller dans le sud avec les Australian National Antarctic Research Expeditions (ANARE).

## Publications
En plus des éditions de Australian Seashore, Bennett a écrit les livres suivants :
- The Fringe of the Sea (1966)
- On the Seashore (1969)
- Shores of Macquarie Island (1971)
- The Great Barrier Reef (1971)
- A Coral Reef Handbook (1978)
- Discovering Lord Howe Island (1979)
- Discovering Norfolk Island (1983)
- Australia's Great Barrier Reef (1987)
- Australia's deepest blue mystery (1932)